# Hermann Czedik von Bründlsberg
Hermann Czedik von Bründlsberg (19. prosince 1833 Záhřeb – 27. srpna 1912 Fichtenhof) byl rakousko-uherský admirál. U c. k. námořnictva sloužil od roku 1850 a vyznamenal se účastí v několika válkách. Později byl velitelem různých válečných lodí a zastával také funkce v námořní administraci na ministerstvu války. V roce 1892 byl penzionován v hodnosti kontradmirála, mimo aktivní službu byl později povýšen na viceadmirála (1910).

## Biografie

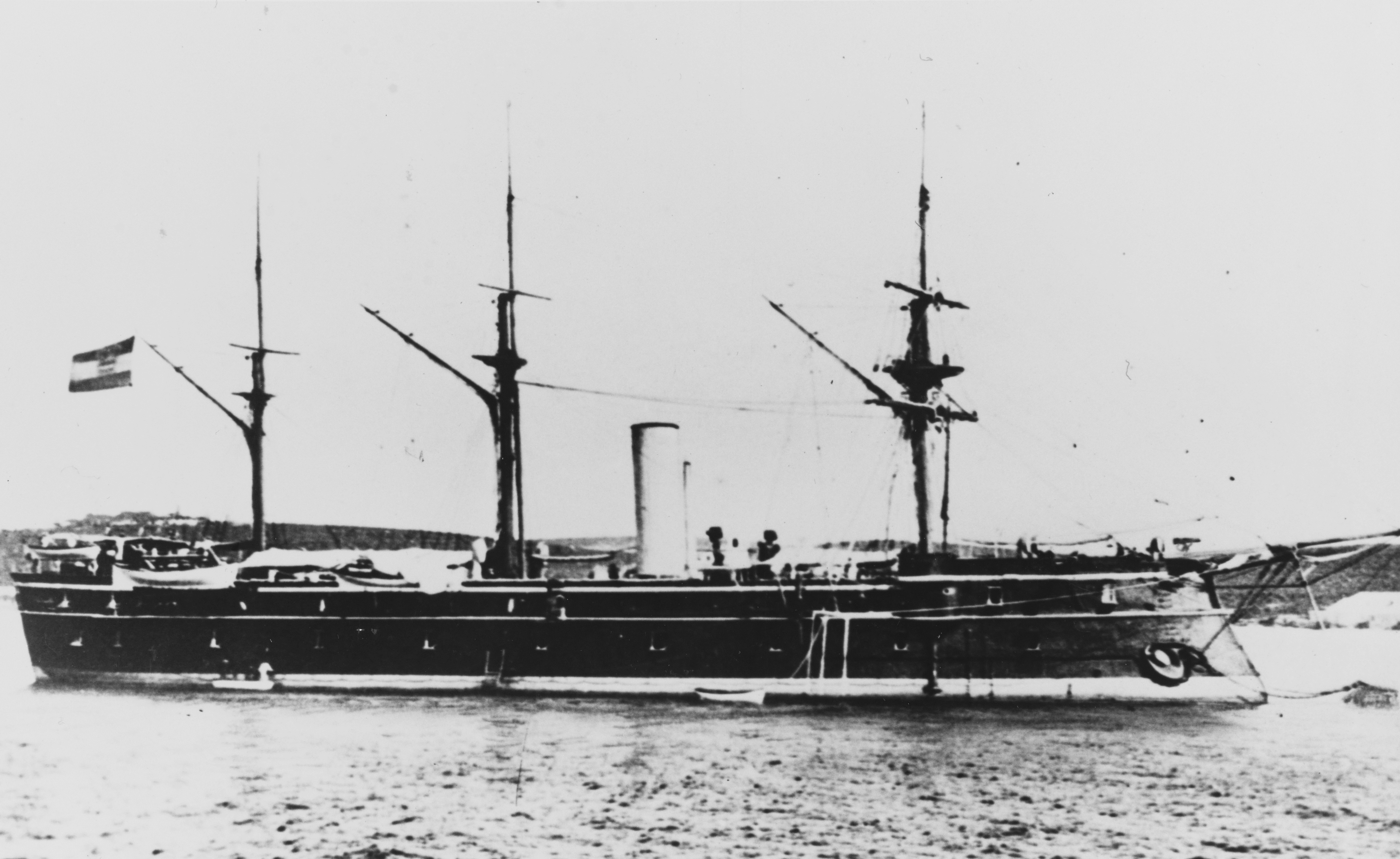
Fregata SMS Erzherzog Ferdinand Max, vlajková loď Hermanna Czedika v letech 1883–1884

Pocházel z úřednické rodiny, narodil se v Záhřebu jako třetí syn Johanna Czedika (1794–1892), c. k. generálního auditora, matka Anna (1803–1876) byla dcerou generálmajora barona Johanna Schneckla von Trebersburg. V letech 1847–1850 studoval na námořní akademii v Benátkách a Terstu, mezitím v roce 1849 absolvoval cestu na Madeiru na výcvikové lodi SMS Venus. Jako kadet vstoupil v roce 1850 k námořnictvu a vystřídal službu na různých lodích, plavil se v Jaderském moři, do Neapole, Španělska nebo Alexandrie. V roce 1855 získal hodnost praporčíka a kromě služby na dalších lodích působil také u oblastního námořního velitelství v Pule nebo v Benátkách. Jako první poručík se v roce 1859 na brize SMS Huszár zúčastnil války se Sardinií a v roce 1861 byl povýšen na poručíka II. třídy. Jako první důstojník na parníku SMS Santa Lucia odcestoval v květnu 1864 do Severního moře, kde byl během dánsko-německé války přidělen ke štábu generála Gablenze. 
V roce 1865 byl povýšen na poručíka I. třídy a jako první důstojník na parníku SMS Andreas Hofer se během války s Itálií zúčastnil bitvy u Visu (1866). Poté byl prvním důstojníkem na dalších lodích a v letech 1868–1870 byl přidělen k vojenskému velitelství v Zadaru. K datu 29. října 1870 byl povýšen na korvetního kapitána a na pancéřové fregatě SMS Habsburg byl pobočníkem velitele eskadry (1871–1872). Poté působil u námořního arzenálu v Pule a byl také velitelem jednotek námořní pěchoty. V letech 1877–1878 byl velitelem výcvikové lodi SMS Schwarzenberg a k datu 1. května 1878 získal hodnost fregatního kapitána. V letech 1878–1881 byl přednostou II. oddělení v námořní sekci na ministerstvu války. Jako velitel korvety SMS Erzherzog Friedrich vykonal v letech 1881–1882 cestu s kadety námořní akademie do Karibiku, jižní Ameriky a jižní Afriky. Po návratu byl přidělen k oblastnímu námořnímu velitelství v Terstu, kde mimo jiné dočasně vedl komisi pro výstavbu lodí. 
V hodnosti kapitána řadové lodi (1. listopadu 1883) byl velitelem pancéřové fregaty SMS Erzherzog Ferdinand Max (1883–1884). Poté znovu působil u námořní základny v Terstu a v hodnosti komodora byl na vlajkové lodi SMS Fantasie velitelem torpédové flotily (1887–1889). Mezitím byl povýšen do hodnosti kontradmirála (1. listopadu 1888) a nakonec zastával funkci ředitele Námořního kontrolního úřadu (1889–1892). K datu 1. dubna 1892 byl odeslán do penze a později mimo aktivní službu dosáhl hodnosti viceadmirála (6. srpna 1910).
Po odchodu do výslužby žil ve Vídni.
Zemřel 27. srpna 1912 ve věku 78 let ve Fichtenhofu poblíž Klagenfurtu a pohřben byl na hřbitově ve vídeňské čtvrti Hetzendorf. 
V roce 1868 se oženil, jeho manželkou byla baronka Adele Wodniansky von Wildenfeld, měli spolu jednu dceru. 
Z Hermannových sourozenců vynikl bratr Alois (1830–1924), který se uplatnil ve státní správě a v politice, byl dlouholetým poslancem dolnorakouského zemského sněmu a říšské rady, nakonec se stal členem Panské sněmovny a získal titul svobodného pána.

## Tituly a ocenění
Po nobilitaci svého otce v roce 1875 užíval šlechtický titul s predikátem Edler von Bründlsberg (uváděno též jako Bründelsberg). Během služby u námořnictva získal několik vyznamenání v Rakousku-Uhersku i v zahraničí.

### Rakousko-Uhersko
- Válečná pamětní medaile (1864)
- Vojenský záslužný kříž s válečnou dekorací (1866)
- Služební odznak pro důstojníky III. třídy (1871)
- Válečná medaile (1873)
- Vojenská záslužná medaile (1890)
- Služební odznak pro důstojníky II. třídy (1890)
- rytířský kříž Leopoldova řádu (1892)
- Jubilejní pamětní medaile (1898)
- Vojenský jubilejní kříž (1908)

### Zahraničí
- Řád Medžidie IV. třídy (1863, Osmanská říše)
- rytířský kříž Řádu italské koruny (1870, Itálie)
- komandérský kříž Řádu Kamehamehy I. (1884, Havajské království)